# Justuss
Justuss è il terzo album del cantante canadese Snow, pubblicato il 14 gennaio 1997 dall'etichetta discografica East West. L'album, da cui è stato estratto il singolo Anything for You [All Star Cast Remix], brano di successo in Giamaica, ha ricevuto una nomination ai Juno Award come "Best Reggae Recording" nel 1998.

## Tracce
1. Steedly Woa
2. Freedom
3. Mash Up da Nation
4. If This World Were Mine
5. Chek Out the Way It's Going Down
6. Day and Nite (Freakin' da Body)
7. Anything for You [All Star Cast Remix]
8. Boom Boom Boogie
9. Hey Mr. D.J.
10. Sugacaine
11. It's Alright
12. Mercy, Mercy, Mercy